# 藤原元子
藤原 元子（ふじわら の げんし/もとこ、 天元2年（979年）頃 - ? ）は、平安時代中期、左大臣藤原顕光の長女。母は盛子内親王（村上天皇皇女）。一条天皇の女御。承香殿女御といわれた。同母兄妹に重家、延子（小一条院妃）がいる。

## 生涯
藤原顕光の長女として、天元2年（979年）ごろに誕生したと推定される。長徳2年（996年）11月14日一条天皇に入内、同年12月2日女御宣下を受ける。長保2年（1000年）8月20日従三位、寛弘2年（1005年）1月13日従二位に叙される。
長徳3年（997年）10月、懐妊の兆候が見られたため、同年暮れに堀河院へ退出。このとき退出の一行が弘徽殿の細殿を通るのを、弘徽殿女御である藤原義子（藤原公季の娘）の女房達が群がり、御簾越しに見物していた。元子の女童がこれを見て、「簾のみ孕みたるか」（女御は懐妊せず、簾のみが膨らんでいる）と言って嘲弄した。弘徽殿の女房達はこれを聞き、悔しい思いをしたという。しかし翌長徳4年（998年）6月、体内から水のみが出てきただけでこの妊娠は終わった。
元子はその後しばらく内裏には入らず、ようやく翌長保元年（999年）9月7日に一条院の天皇のもとに参入したが、再び長保2年（1000年）には堀河院に戻っている。長保3年（1001年）2月には同母兄重家が突然出家するということが起こっている。寛弘3年（1006年）2月25日に再び東三条院の天皇のもとに参入したが未明には退出した。その後、元子は実家である堀河院で生活している。寛弘8年（1011年）6月22日、一条天皇は一条院において崩御した。
一条天皇の死後、為平親王の次男である源頼定と通じた。父である顕光が元子と一緒にいる頼定を見つけたことで発覚、顕光は激怒し、元子の髪を切り出家させてしまった。その後も元子と頼定の関係は続いたため、ついに顕光が「いづちもいづちもおはしね」（どこへでも出ていけ）といい、元子は実誓律師の車宿（くるまやどり、車を入れるための建物）に移った。頼定との間には二女が生まれた。寛仁2年（1018年）に元子は堀河院に戻ったが、翌年、妹で小一条院妃であった延子が死去した際、再び堀河院を出ている。翌寛仁4年（1020年）には堀河院に戻り、頼定もここに住んだが、頼定は同年6月11日に死去し、元子は出家した。元子は義絶されたのちに堀河院の継承権を主張し、上東門院彰子の支持を取り付けたため、顕光は従わざるを得なかった。その後の元子については不明であるが、娘の一人は後朱雀天皇の中宮である嫄子女王（敦康親王女、藤原頼通養女）の御匣殿別当となった。